# 保管
| ウィキペディアには「保管」という見出しの百科事典記事はありません（タイトルに「保管」を含むページの一覧/「保管」で始まるページの一覧）。 代わりにウィクショナリーのページ「保管」が役に立つかもしれません。 |